# Dragon Glacier
Dragon Glacier är en glaciär i Antarktis. Den ligger i Sydshetlandsöarna. Argentina, Chile och Storbritannien gör anspråk på området. Dragon Glacier ligger 61 meter över havet.
Terrängen runt Dragon Glacier är huvudsakligen kuperad, men söderut är den platt. Havet är nära Dragon Glacier åt sydväst. Trakten är glest befolkad. Närmaste befolkade plats är Commandante Ferraz Station, 3,7 kilometer norr om Dragon Glacier. 